# Basilica di Santa Maria Ausiliatrice (Roma)
La basilica di Santa Maria Ausiliatrice è un luogo di culto cattolico di Roma, situato nel quartiere Tuscolano nell'area urbana di Furio Camillo, nella omonima piazza.

## Storia
Parrocchia dal 25 marzo 1932 con la costituzione apostolica Inter pastoralis di Pio XI, e affidata ai salesiani, fu costruita su progetto degli architetti Nicola Mosso e Giulio Valotti tra il 1931 ed il 1936.

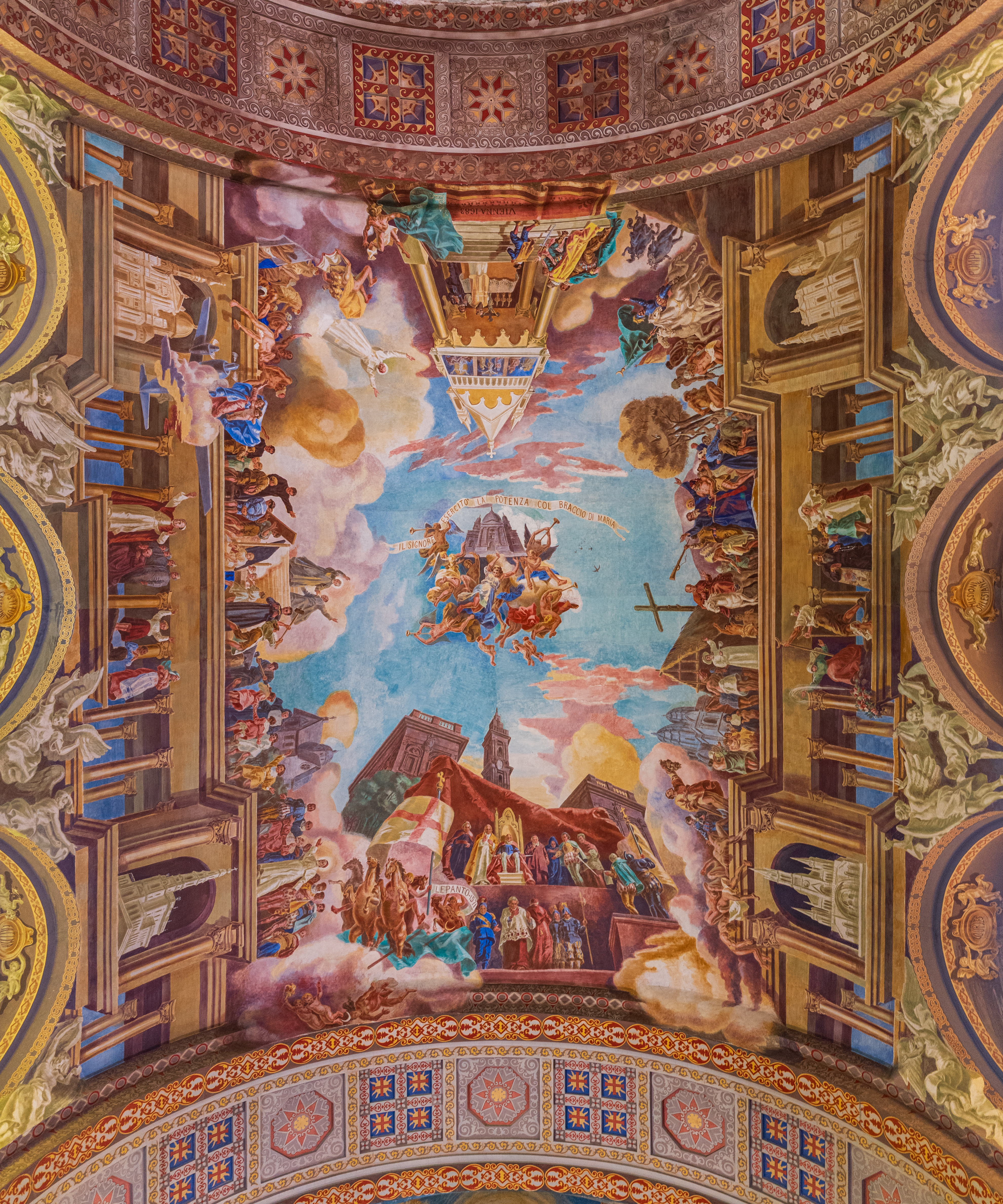
La navata centrale vista dal basso

Il tempio è stato consacrato la mattina del 17 maggio 1936 dal cardinale Francesco Marchetti Selvaggiani, vicario generale della diocesi di Roma, mentre, nel pomeriggio, ha presieduto il rito il cardinale Eugenio Pacelli, segretario di stato, futuro papa Pio XII.
Il suo primo parroco, don Salvatore Rotolo (1881-1969), poi vescovo titolare di Nazianzo e ausiliare di Velletri, in seguito prelato nullius di Altamura e Acquaviva delle Fonti, è sepolto all'interno della basilica.
Dal 1967 è sede del titolo cardinalizio di Santa Maria Ausiliatrice in via Tuscolana e dall'aprile 1969 ha la dignità di basilica minore.

## Descrizione

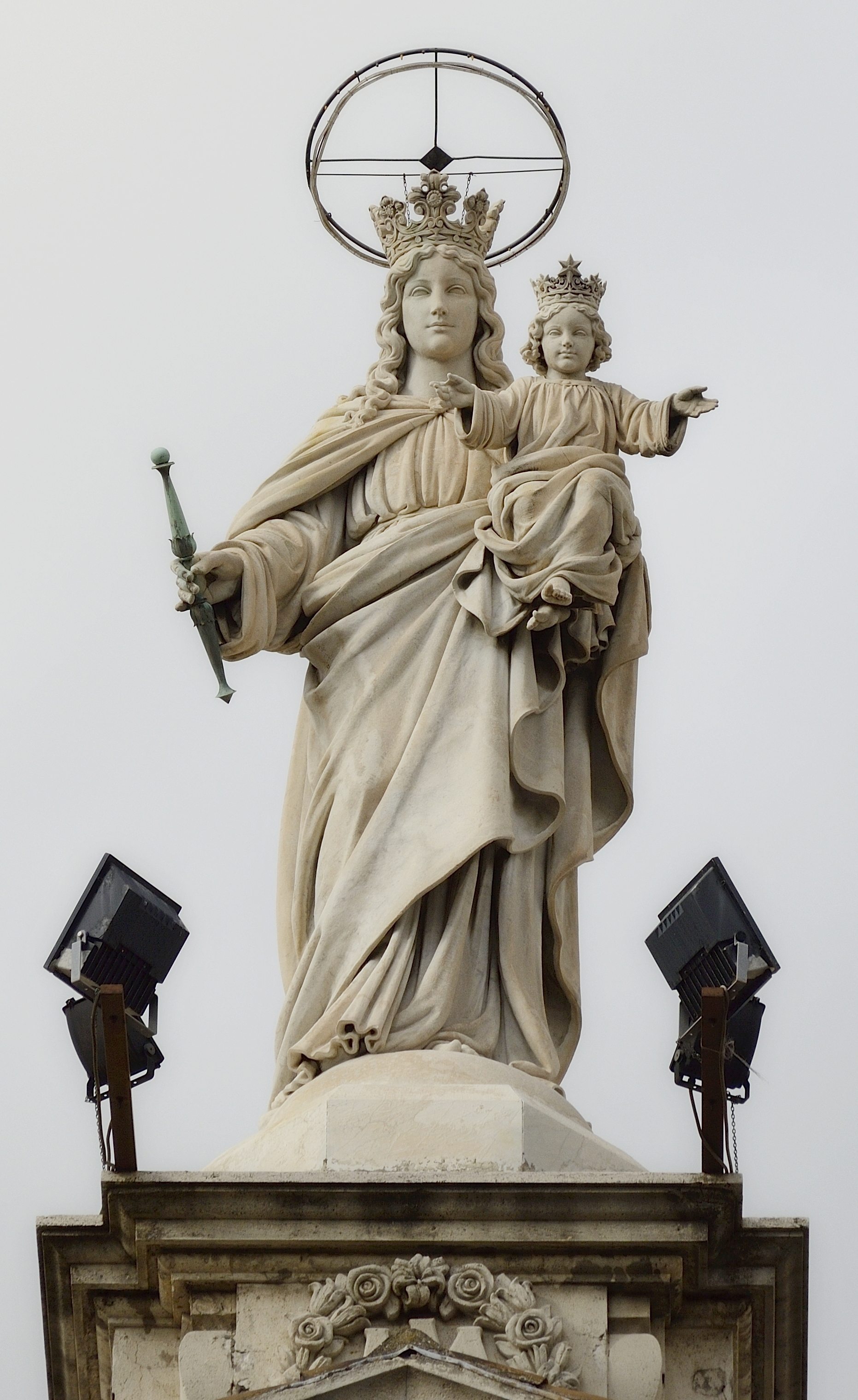
La Madonna posta sulla chiesa

### Esterno
La facciata è divisa in due ordini. Nell'ordine inferiore, quattro colonne sormontate da un architrave e da un timpano coronano l'ingresso principale del tempio. Nell'ordine superiore è ripetuta la stessa monumentalità, solo che le colonne si riducono a due e al posto del portone vi è una grande finestra. Il tutto è sormontato da una balaustra al cui centro è posta una statua della Madonna col Bambino, Maria Ausiliatrice. La facciata ha, lateralmente, due torri campanarie, che ospitano un concerto di otto campane.

### Interno
L'interno è un misto di croce latina e greca, a tre navate; le pareti e il soffitto sono decorati con affreschi d'ispirazione barocca, realizzati da Giuseppe Melle tra il 1957 e il 1965. Il pittore don Melle, oltre che un artista di valore, era un buon teologo. In basilica ha rappresentato numerosi temi nei seguenti cicli pittorici: mariano, ecclesiale, eucaristico e salesiano.

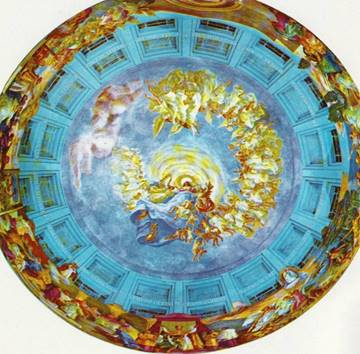
La cupola della Basilica vista dal basso

Nella cupola sono rappresentati gli angeli con la Vergine Assunta. Nel tamburo sono raffigurati gli episodi narrati nella Sacra Scrittura e i dogmi mariani.
Nel catino è rappresentata la sovranità di Maria Santissima sugli angeli e sull'umanità. Più in basso trovano posto in primo piano gli apostoli e gli evangelisti, quindi i martiri e in fondo i confessori (santi non martiri) e i vescovi. Don Melle, insomma, ha potuto rappresentare meglio il pensiero di don Bosco come non vi era riuscito invece il Lorenzone nel quadro di Torino. Si noti poi come l'artista si sia anche ispirato a La disputa del Santissimo Sacramento e a La scuola di Atene, affreschi delle Stanze di Raffaello in Vaticano.
La statua di Maria Ausiliatrice domina al centro del catino. Corone e scettro furono benedetti da papa Paolo VI il 5 dicembre 1965 al termine del Concilio Vaticano II.

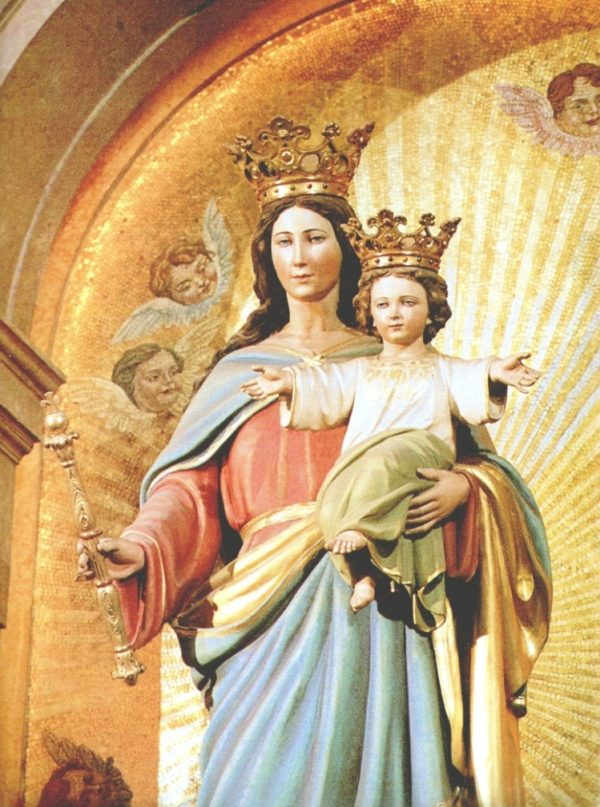
La statua di Maria Ausiliatrice posta dietro l'altare maggiore

Sulla volta del presbiterio – che un felice caso ha voluto cadesse proprio sul rinnovato altare maggiore – è rappresentato il sacrificio che si celebra in ogni santa Messa, così come recita il Canone romano: “Fa' che questa offerta per le mani del tuo angelo santo sia portata sull’altare del cielo davanti alla Tua Maestà divina”.
«INicola Mosso e Giulio Valotti ». Questa frase del Magnificat qui felicemente modificata è posta nel cartiglio sulla basilica di Torino edificata da don Bosco e che gli angeli sollevano in alto. In questa, che è la volta principale della chiesa, sono rappresentate anche le vittorie di Lepanto (1571) e di Vienna (1683) contro gli infedeli, attribuite dal papa all'aiuto di Maria. Lungo i lati c'è l'illustrazione dell'opera dei salesiani (scuole e missioni) e le immagini e gli episodi dei più famosi santuari mariani.
Sui sei altari delle cappelle laterali don Melle rappresenta un ciclo eucaristico. Le lunette mostrano l'azione delle tre Persone della Santissima Trinità unite nel sacrificio del Figlio rievocato in quello della Messa. Le vele dei voltini invece mostrano scene dell'Antico Testamento che lo prefigurano: le Anime del Purgatorio; il sangue dell’Agnello pasquale; il sacrificio di Isacco; il pane di Elia; il sacrificio di Melchisedech; la manna nel deserto.
A sinistra del transetto si trova la cappella di San Giovanni Bosco. Nella volta vi è rappresentato un singolare commento alla “Salve Regina”: don Bosco prega Maria di mostrarci suo Figlio Gesù dopo questa vita, che è una valle di pianto. Infatti sotto la cupola a trompe l'oeil don Melle raffigura malattie, sofferenze e scene della prima guerra mondiale.
Dalla parte opposta si trova la cappella di San Giuseppe. Il patrono della chiesa cattolica si appoggia al capo di Gesù (di cui è padre putativo) e benedice i fedeli. La Vergine inginocchiata ci spinge – così recita il cartiglio sottostante: “Andate a Giuseppe” – ad affidarci alla protezione di lui. Sotto la cupola a trompe l'oeil don Melle rappresenta alcune scene contemporanee della vita della Chiesa: l'abbraccio ecumenico tra Paolo VI e Atenagora e il Concilio Vaticano II, che era ancora in corso.

## Oratorio
L'oratorio dell'Istituto Pio XI, annesso alla basilica parrocchiale, è nato nel 1928 per l'esigenza di nuove scuole professionali. I suoi ambienti sono attigui alla basilica. Numerose stanze per la catechesi e i laboratori. Un grande cortile circondato dai portici e campetti di calcio in erba sintetica.
È un ambiente educativo come lo ha voluto e inventato Don Bosco. Egli desiderava che ogni opera salesiana si distinguesse per essere casa che accoglie, parrocchia che evangelizza, scuola che educa alla vita e cortile per incontrarsi e vivere da amici. Uno spazio dedicato a bambini e ragazzi, dove il gioco è elemento essenziale.

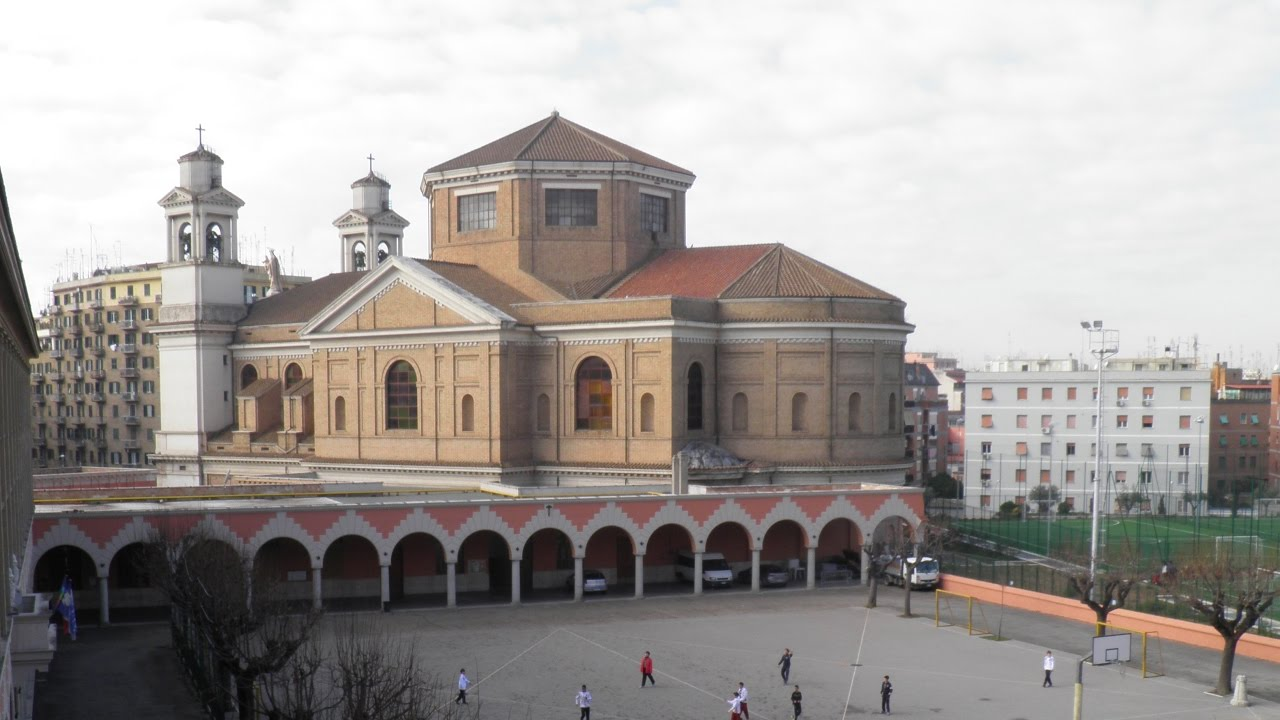
La vista dell'oratorio salesiano Pio XI

Liberando e sviluppando la gioia e la vitalità, si consolida l'equilibrio umano e si predispone al positivo. Il gioco educa per sua stessa natura al senso di libertà, alla disciplina, alla comunicazione, all'amicizia, alla collaborazione, al senso sociale.
Le attività proposte si riconducono a un unico obiettivo: la formazione integrale del giovane. Ciò, come Don Bosco insegnava, si può raggiungere tramite tutto ciò che promuove la crescita del ragazzo. In questa prospettiva si inseriscono i gruppi formativi (I.C. e Gruppi Apostolici), le attività sportive promosse dalla Polisportiva Giovanile Salesiana Flipper, i gruppi di interesse canoro e musicale, i laboratori domenicali, le feste, il servizio ai ragazzi più piccoli (dopo scuola), l'animazione dell'estate ragazzi, campi estivi e invernali.
La caratteristica fondamentale dell'oratorio è lo spirito di famiglia, lo stare insieme in allegria tra salesiani e giovani, tra educatori e ragazzi, tra adulti e bambini, tra genitori e figli.

## Feste e processioni
Il 24 maggio di ogni anno, in occasione della ricorrenza della Beata Vergine Maria, si svolge la processione per il quartiere e la relativa festa, con bancarelle e altre attrazioni, per tutta la via omonima che si sviluppa dinnanzi la chiesa.